# William Stanley jr.

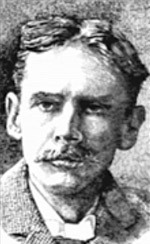
William Stanley Jr.

William Stanley Jr. (Brooklyn, 28 november 1858 – Great Barrington, 14 mei 1916) was een Amerikaans uitvinder en elektrotechnicus. Hij ontwierp een inductiespoel die de toekomstige basis vormde van alle moderne transformatoren.

## Levensloop
Stanley werd geboren als zoon van William Stanley en Elizabeth A. Parsons. Een groot deel van zijn jeugd bracht hij echter door bij zijn grootouders in Great Barrington, Massachusetts. In het jaar dat Thomas Edison de gloeilamp uitvond, 1879, begon hij op z'n 21e aan een rechtenstudie op Yale University. Ontevreden met studeren verliet hij reeds binnen het eerste semester de universiteit en ging op zoek naar werk in de opkomende elektriciteitsindustrie. Aan zijn ouders schreef hij: "Heb hier genoeg van, ik ga naar New York".
Stanley’s eerste baan was als elektromonteur bij een fabrikant van seinsleutels voor telegrafie en brandmeldsystemen. Later werd hij de assistent van Hiram Maxim – uitvinder van het machinegeweer – die hem de kans gaf zijn technische kennis door zelfstudie en ervaring uit te breiden. Samen met Maxim ontwierp hij een van de eerste elektrische installaties voor een winkel op Fifth Avenue in New York. Later was hij werkzaam bij Swan Electric Company, fabrikant van gloeilampen. Kort daarna werd hij door George Westinghouse in dienst genomen als hoofdingenieur voor zijn fabriek in Pittsburgh.
Hoewel aangenomen om gloeilampen te ontwikkelen bouwde Stanley in 1885 de eerste praktische op inductie werkend apparaat – geïnspireerd door een idee van de Fransman Lucien Gaulard en de Engelsman John Dixon Gibbs – waarmee hij wisselstroom kon converteren van een hoge naar een lagere spanning. Dit apparaat zou later de basis gaan vormen van de moderne transformator. Stanley's systeem werd een groot succes, maar het zou ook een wig drijven tussen hem en Westinghouse. Voornaamste reden was dat ze het onderling oneens waren over wat Stanley had gedaan en waar hij recht op had.
Wegens ziekte keerde Stanley terug naar Great Barrington, waar hij in alle rust verder werkte aan zijn concept van elektriciteitstransport. Op 20 maart 1886 demonstreerde Stanley een prototype van een compleet wisselstroom transportsysteem, die bestond uit generatoren, transformatoren en hoogspanningslijnen. Met dit systeem toonde hij aan dat met wisselstroom men elektriciteit kon distribueren over een groter gebied en over langere afstanden dan met gelijkstroom mogelijk was.
In 1890 verbrak hij de banden met Westinghouse en richtte hij de Stanley Electric Manufacturing Company op in Pittsfield, voor de fabricage van transformatoren en aanverwante elektrische apparaten. Samen met John F. Kelly en Cummings Chesney, een voormalig laborant, bedachten ze het "SKC"-systeem. Met dit transmissiesysteem voor elektriciteit haalden ze meerdere contacten binnen. In 1903 verkreeg General Electric een meerderheidsbelang, nam het bedrijf over en hernoemde het naar GE Pittsfield Works.
In 1912 werd hij onderscheiden met de IEEE Edison Medal. William Stanley overleed op 57-jarige leeftijd in Great Barrington.